# Světový den frankofonie
Mezinárodní den frankofonie je světová slavnost Mezinárodní organizace frankofonie (OIF), která se koná každoročně 20. března. Spojuje 70 členských států z celého světa (včetně pozorovatelských, mezi něž patří i Česko, Polsko, Slovensko nebo Rakousko) a přes 220 milionů mluvčích francouzského jazyka, kteří si připomínají společný jazyk a kulturu v jejich rozmanitých formách.  
Tentýž den 20. března slaví Organizace spojených národů den francouzského jazyka, podobně jako slaví dny všech svých oficiálních jazyků.